# Britannia Depicta

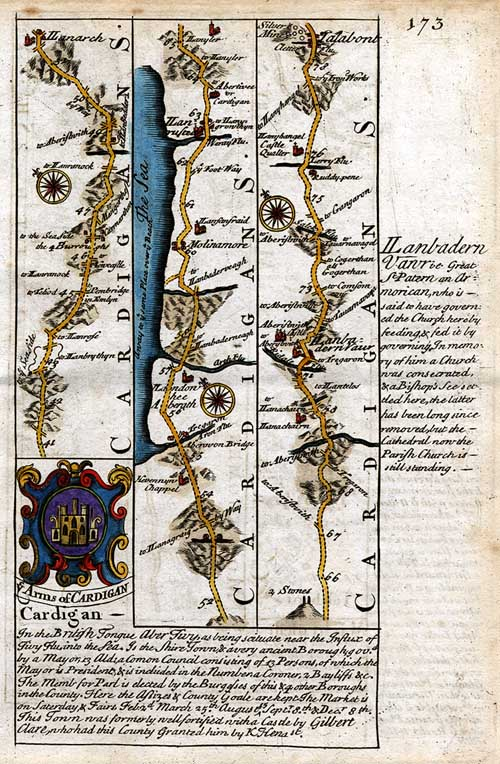
Illustration du Britannica Depicta d'Emanuel Bowen.

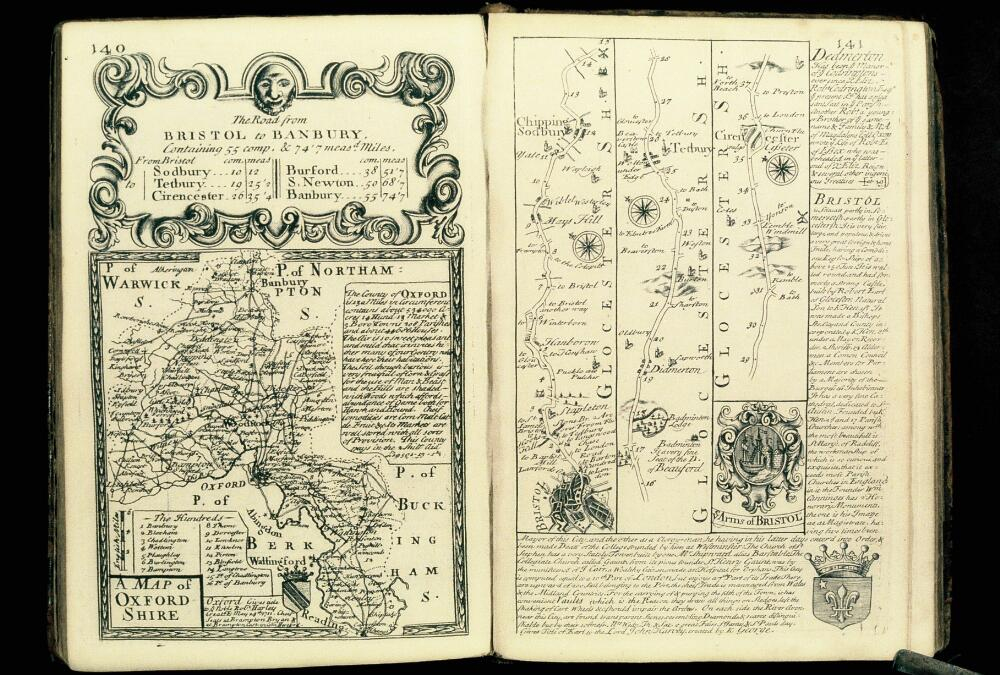
Route de Bristol à Banbury.

Britannia Depicta est un atlas routier illustré de la Grande-Bretagne créé par Emanuel Bowen et publié pour la première fois en 1720. Il a été édité à de nombreuses reprises tout au long du XVIIIe siècle, au cours desquelles il a été mis à jour avec des gravures de nombreux artisans qui travaillaient à partir de dessins d'autres artistes.

## Édition originale de Bowen
L'atlas est basé sur les travaux antérieurs de John Ogilby qui a publié le premier atlas routier britannique en 1675 sous le nom de Britannia Atlas, comportant notamment des gravures de Wenceslas Hollar.
Le Britannia Depicta est imprimé en 1720 par la firme Bowen & Owen d'Emanuel Bowen et John Owen. C'est l'une des premières œuvres de Bowen.
Atlas routier, il contient 273 cartes routières ainsi que des dessins de lieux notables et des cartes miniatures des comtés de chacun des comtés d'Angleterre et du Pays de Galles. L'ouvrage suit l'original de John Ogilby avec un style actualisé de détails historiques et héraldiques. Une caractéristique inhabituelle de l'atlas est que les cartes sont gravées sur les deux côtés de chaque page, ce qui donne un livre de moindre taille et donc plus pratique.

## Éditions de Cadell & Davies
Cadell & Davies (en) a publié pendant de nombreuses années ses propres éditions de l'atlas Britannia Depicta, accompagnées de descriptions de Samuel Lysons (en). Les planches gravées sont datées de 1803-1818.
The Quarterly Review de 1816 rapporte qu'elle a été commandée en même temps que la Magna Britannia (en).

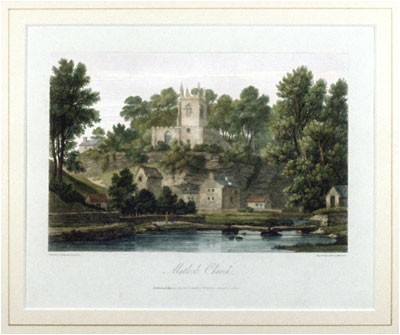
Église de Matlock, d'après un tableau de Joseph Farington.

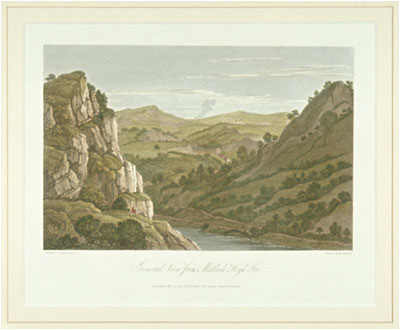
Vue de Matlock High Tor, d'après un tableau de Joseph Farington.

Des paysages de Joseph Farington ont été inclus dans la « modernisation » en six volumes de l'atlas illustré de Cadell & Davies. La quatrième édition (1724) porte le titre descriptif The fourth edition (1724) bears the descriptive title Britannia Depicta; or, Ogilby Improv'd; Being a Correct Copy of Mr. Ogilby's Actual Survey of all ye Direct and Principal Crossroads in England and Wales: Wherein are exactly Delineated & Engraven, All ye Cities, Towns, Villages, Churches, Seats &c. scituate on or near the Roads, with their respective Distances in Measured and Computed Miles... John Ogilby (1600–1676) had produced the original, in two folio volumes, in 1675. ; soit : « Britannia Depicta ; ou l'Ogilby améliorée  ; étant une copie corrigée de Actual Survey of all ye Direct and Principal Crossroads in England and Wales de Mr. Ogilby : où sont exactement délimités et gravés tous les villes, villages, églises, sièges, etc. situés sur ou près des routes, avec leurs distances respectives en miles mesurés et calculés ». Il y contribue notamment avec Views in Cornwall (1814) et des vues topographiques ; pour le septième volume non publié, représentant le Devon, les dessins de Farington sont gravés mais jamais publiés.

### Graveurs
- William Angus
- Samuel Barenger (en)
- John Byrne (en)
- Letitia Byrne (en)
- William Byrne
- George Cooke (en)
- Frederick Rudolph Hay (en)
- John Landseer
- Samuel Middiman (en)
- James Neagle (en)
- Charles Pye (en)
- John Pye
- John Scott (en)
- Thomas Woolnoth (en)
- William Woolnoth

### Illustrateurs
- William Alexander
- John Byrne (en)
- Joseph Farington
- Thomas Hearne (en)
- Frederick Nash
- John Powell (en)
- Robert Smirke
- John Smith (peut-être John Raphael Smith)
- William Turner
- Joseph Mallord William Turner
- John Varley
- Thomas Webster